# Rio Pardo (Mato Grosso do Sul)
Pour les articles homonymes, voir Rio Pardo (homonymie).

Le rio Pardo est un cours d'eau brésilien de l'État du Mato Grosso do Sul. Il se jette dans le rio Paraná, à la limite de l'État du Mato Grosso do Sul avec celui de São Paulo et fait partie du bassin du rio Paraná, un des neuf macro bassins hydrographiques du Brésil.